# Omnibus-Test
Omnibus-Test ist ein Begriff aus der Statistik und bezeichnet in der Testtheorie eine spezielle Art von statistischen Tests. Der Test prüft nur, ob es einen Unterschied zwischen mehreren Grundgesamtheiten (Gruppen) gibt oder nicht, also
{\displaystyle H_{0}\colon } Es gibt keinen Unterschied zwischen allen Grundgesamtheiten (Gruppen).
{\displaystyle H_{1}\colon } Es gibt mindestens zwei Grundgesamtheiten, zwischen denen ein Unterschied besteht.
Er gibt jedoch keine Auskunft darüber, welche Grundgesamtheiten für den Unterschied verantwortlich sind. Dafür werden im Anschluss sog. Post-hoc-Tests durchgeführt. 
Ein weiteres grundlegendes Problem in Omnibus-Tests ist es, dass die Nullhypothese oft aus mehreren Teilhypothesen zusammengesetzt ist. Ein Beispiel ist die einfache Varianzanalyse, die prüft, ob in {\displaystyle p} normalverteilten Grundgesamtheiten mit gleicher Varianz die Mittelwerte gleich sind. Die globalen Hypothesen sind
{\displaystyle H_{0}\colon \mu _{1}=\ldots =\mu _{p}}
{\displaystyle H_{1}\colon } Es gibt mindestens zwei Grundgesamtheiten (Gruppen) mit {\displaystyle \mu _{i}\neq \mu _{j}}.
Die Teilhypothesen sind hier die paarweisen Hypothesen {\displaystyle H_{0;1}\colon \mu _{1}=\mu _{2},\dots ,H_{0;k}\colon \mu _{p-1}=\mu _{p}}. Wird eine der Teilhypothesen {\displaystyle H_{0;m}} abgelehnt, so sollte auch die globale Nullhypothese {\displaystyle H_{0}} abgelehnt werden. Dies führt dazu, dass das Signifikanzniveau für die Teilhypothesen kleiner gewählt werden muss als das Signifikanzniveau für die globale Nullhypothese {\displaystyle H_{0}}. Eine Möglichkeit hierfür ist die Bonferroni-Methode.
Weitere Beispiele für Omnibus-Tests sind
- für Unterschiede in der Lage
  - der Kruskal-Wallis-Test,
  - der Median-Test,
- für Unterschiede in der Streuung
  - der Levene-Test und
- für Unterschiede in der Wahrscheinlichkeitsverteilung
  - der Chi-Quadrat-Homogenitätstest.
- für Unterschiede bzgl. der Autokorrelation
  - die Portmanteau-Tests